# Bugewitz
Bugewitz település Németországban, Mecklenburg-Elő-Pomeránia tartományban. Lakosainak száma 236 fő (2023. december 31.).

## Népesség
A település népességének változása:
| Lakosok száma | 275  | 239  | 245  | 235  | 236  |
|               | 2017 | 2019 | 2021 | 2022 | 2023 |